# Peleteria nyx
Peleteria nyx är en tvåvingeart som först beskrevs av Zimin 1961.  Peleteria nyx ingår i släktet Peleteria och familjen parasitflugor. Inga underarter finns listade i Catalogue of Life.